# سمحاق المحجر
سمحاق المحجر هو المنطقة المحيطة بمحجر العين. في بعض الأحيان قد تشير بشكب مخصوص إلى الطبقة من النسيج التي تحيط بالمحجر والتي تتكون من السمحاق. بالرغم من ذلك فالمصطلح قد يشير بمعناه الحرفي إلى كل ما حول محجر العين كالتهاب الهلل المحيط بالمحجر.